# Tararua Forest Park
Der Tararua Forest Park ist ein unter Naturschutz stehender Wald in der Region Wellington auf der Nordinsel von Neuseeland. Der Park untersteht dem Department of Conservation.

## Geographie
Der Tararua Forest Park erstreckt sich über die Berge der Tararua Range in einer Nordost-Südwest-Ausrichtung. Von nahezu Seelevel im Westen erheben sich die Berge des 116.535 Hektar großen Parks nach Osten auf bis zu einer maximalen Höhe von 1571 m. Der Park besitzt eine Längenausdehnung in Nordnordost-Südsüdwest-Richtung von ca. 85 km und misst an seiner breitesten Stelle in Ost-West-Richtung rund 25 km. Flankiert von den beiden Nationalstraßen New Zealand State Highway 1 im Westen und New Zealand State Highway 2 im Osten, endet der Park im Norden rund 15 km südliche von Palmerston North und wird im Süden ebenfalls von dem State Highway 2 begrenzt, der von Featherston kommend weiter nach Upper Hutt führt.

## Geschichte
Ende 1930er Jahre kam die Idee auf, die Berglandschaft der Tararua Range als Nationalpark auszuweisen, um damit im Jahr 1940 den hundertsten Jahrestag der Unterzeichnung des Vertrags von Waitangi feiern zu können. Mit der Verabschiedung des National Parks Act 1952 kam die Idee erneut auf, wurde aber vom Federated Mountain Clubs of New Zealand und den lokal ansässigen Wandervereinen nicht vollständig unterstützt.
Stattdessen wurde zwei Jahre später der Vorschlag des damaligen New Zealand Forest Service angenommen, dem Waldgebiet des Status eines Waldparks zu verleihen. Die Akzeptanz zu dem Vorschlag wurde dadurch erreicht, dass man für die Verwaltung und Betreuung des Waldes das Tararua Forest Park Advisory Committee gründete, dass über die Prioritäten von Maßnahmen entscheiden konnte. In den folgenden Jahren wurde das Wegenetz und die Zahl Hütten für Übernachtungen stetig ausgebaut und erweitert. Gleichzeitig nahm der Bestand des Rehwildes zu, was zu erheblichen Schäden im Wald führte. Anfang der 1970er Jahre entwickelte sich die Jagd auf den Wildbestand, sodass deren Population wieder eingedämmt werden konnte.
Mit der Verabschiedung des Gesetzes des Conservation Act im Jahr 1987 wurde der Tararua Forest Park unter dem Abschnitt 19 des Gesetzes als Conservation Park ausgewiesen und fortan dem Department of Conservation unterstellt.